# ادوارد آنتوسیویچ
ادوارد آنتوسیویچ (انگلیسی: Edvard Antosiewicz; ۲۴ دسامبر ۱۹۰۲ – ۴ ژانویهٔ ۱۹۶۰) ژیمناست هنری اهل یوگسلاوی بود.